# 垂莖芙樂蘭
垂莖芙樂蘭（学名：Phreatia caulescens）也称垂茎馥兰，为蘭科芙樂蘭屬下的一个种。生于林缘大树树干上，海拔约1500米。产台湾（北大武山）。模式标本采自菲律宾。